# Bjarni Friðriksson
Bjarni Friðriksson (* 29. května 1956) je bývalý islandský judista. Zúčastnil se v letech 1980 až 1992 čtyř olympijských her, na olympiádě 1984 v Los Angeles získal bronzovou medaili ve váhové kategorii do 95 kilogramů (byla to druhá medaile v celé historii islandských účastí na olympiádě). V roce 1990 byl zvolen islandským sportovcem roku. Po ukončení kariéry působil jako trenér týmu Judofélag Reykjavíkur a předseda Islandské judistické federace.